# Taylor Creek (Ohio)
Taylor Creek é um lugar designado pelo censo localizado no condado de Hamilton no estado estadounidense de Ohio. No Censo de 2010 tinha uma população de 3.062 habitantes e uma densidade populacional de 140,16 pessoas por km².

## Geografia
Taylor Creek encontra-se localizado nas coordenadas 39° 14′ 11″ N, 84° 40′ 47″ O. Segundo o Departamento do Censo dos Estados Unidos, Taylor Creek tem uma superfície total de 21.85 km², da qual 21.85 km² correspondem a terra firme e (0%) 0 km² é água.

## Demografia
Segundo o censo de 2010, tinha 3.062 habitantes residindo em Taylor Creek. A densidade populacional era de 140,16 hab./km². Dos 3.062 habitantes, Taylor Creek estava composto pelo 95.66% brancos, 2.16% eram afroamericanos, 0.07% eram amerindios, 1.01% eram asiáticos, 0% eram insulares do Pacífico, 0.29% eram de outras raças e 0.82% pertenciam a duas ou mais raças. Do total da população 1.11% eram hispanos ou latinos de qualquer raça.